# A Donzela da Neve

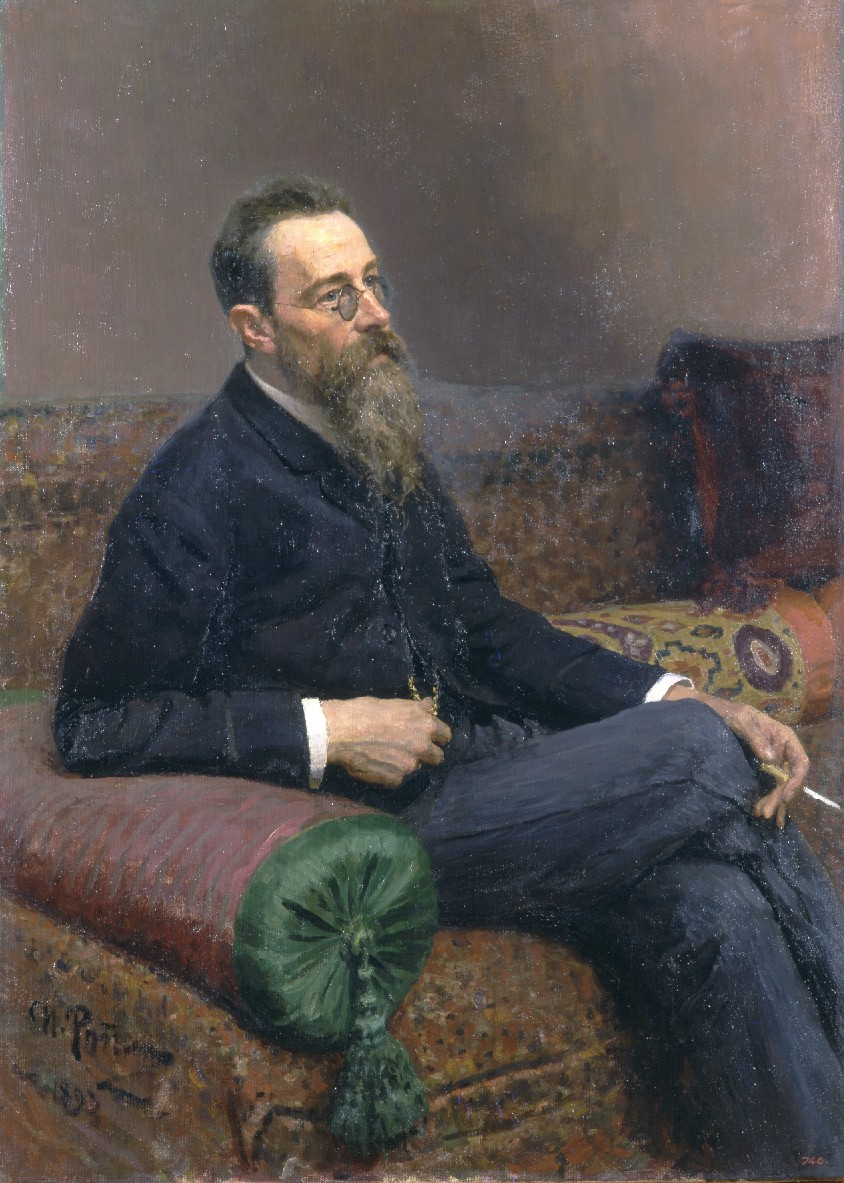
Retrato do compositor Nikolai Andreyevich Rimsky-Korsakov de 1893

A Donzela da Neve (subtitulo: Um Conto de Fadas da Primavera) (Em russo:Снегурочка-Весенняя сказка, Snegurochka-Vesennyaya Skazka) é uma ópera em quatro atos com música de Nikolai Rimsky-Korsakov, composta durante 1880-1881. O libreto russo, do compositor, baseia-se na peça de mesmo nome de Alexander Ostrovsky (que estreou em 1873 com a música incidental de Tchaikovsky).
A primeira apresentação da ópera de Rimsky-Korsakov ocorreu em Teatro Mariinsky, de São Petersburgo em 29 de janeiro de 1882, conduzida por Eduard Nápravník. Em 1898 foi revista na versão até hoje conhecida, que se tornou o trabalho favorito do seu compositor.

## Análise
A história é lida como uma batalha entre as forças eternas da natureza e envolve as interações de personagens mitológicos (Geada, Primavera, Espirito da floresta), pessoas reais (Kupava, Mizgir), e aqueles do meio, ou seja, meio-míticos, (donzela da neve, Lel, Berendey). O compositor se esforçou para distinguir cada grupo de personagens musicalmente, e vários personagens individuais têm seus próprios temas associados. Para além destas distinções, Rimsky-Korsakov caracterizou o povo da cidade exlusivamente com melodias populares. Para uma compreensão mais profunda do trabalho do ponto de vista do compositor, o leitor é direcionado para sua autobiografia, bem como à sua própria análise incompleta da ópera de 1905.

## Histórico do desempenho
A estreia em Moscou ocorreu em 1885, três anos depois da estreia em São Petersburgo. A ópera foi apresentada pela Russian Private Opera (a Opera de Savva Mamontov em Moscou), conduzida por Enrico Bevignani com design cênico por Viktor Vasnetsov, Isaak Levitan, e Konstantin Korovin; Tsar Berendey - Grigoriy Erchov, Bermyata - Anton Bedlevitch, Primavera - Vera Gnucheva , Avô Geada - Stepan Vlasov , A donzela da neve - Nadejda Salina, Bobyl Bakula - G. Kassilov ou Nikolay Miller, Lel - Tatyana Liubatovitch, Mizgir - Mikhail Malinin, 2º Herald - M.Skuratovskiy.
O Teatro Bolshoi, em Moscou apresentou ainda a ópera em 1893.

## Papéis
| Papel | extensão vocal | Estreia em São Petersburgo, 10 Fevereiro de 1882 (Condutor: Eduard Nápravník) | Estreia em Bolshoi, Moscou 1893 (Condutor: Enrico Bevignani) |
| --- | -------------- | ----------------------------------------------------------------------------- | ------------------------------------------------------------ |
| Tsar Berendey | tenor          | Mikhail Vasilyev                                                              | Anton Bartsal                                                |
| Bermyata, um boyar, confidente de Tsar | baixo          | Mikhail Koryakin                                                              | Stepan Trezvinsky                                            |
| Primavera | mezzo-soprano  | Mariya Kamenskaya                                                             | Aleksandra Krutikova                                         |
| Avô Geada | baixo          | Fyodor Stravinsky                                                             | Stepan Vlasov                                                |
| A donzela da neve | soprano        | Feodosiya Velinskaya                                                          | Margarita Eykhenvald                                         |
| Bobyl Bakula | tenor          | Vasily Vasilyev                                                               |                                                              |
| Bobylikha | mezzo-soprano  | Olga Shreder                                                                  | Varvara Pavlenkova                                           |
| Lel | contralto      | Anna Bichurina                                                                | Lidiya Zvyagina                                              |
| Kupava, uma jovem donzela, filha de um colono rico | soprano        | Mariya Makarova                                                               | Mariya Deysha-Sionitskaya                                    |
| Mizgir, um comerciante convidado de Berendeyans | barítono       | Ippolit Pryanishnikov                                                         | Bogomir Korsov                                               |
| 1º Herald | tenor          | Pavel Dyuzhikov                                                               |                                                              |
| 2º Herald | baixo          | Vladimir Mayboroda                                                            |                                                              |
| acompanhante de Tsar | mezzo-soprano  |                                                                               |                                                              |
| Espirito da Floresta | tenor          | Vladimir Sobolev                                                              |                                                              |
| Maslenitsa | baixo          |                                                                               |                                                              |
| Coro, papéis silenciosos: Boyars, suas esposas e comitiva, Gusli-jogadores, cegos, skomorokhi, gudok-jogadores, saco-gaiteiros, pastores, rapazes e moças do czar, do sexo masculino e feminino de Berendeyans, espíritos das florestas, comitiva da Primavera - pássaros, flores e coro |                |                                                                               |                                                              |

## Enredo

### Prólogo
No Red Hill, perto de Berendeyans e da capital de Tsar Berendey, Donzela da Neve, de 15 anos de idade, quer viver com as pessoas na aldeia vizinha, e seus pais, Primavera e Avô Geaga, concorda em deixá-la ser adotada por Bobyl-Bakula e sua esposa.

### Ato I
Na aldeia de Berendeyevka, do outro lado do rio.
Donzela da Neve está encantada com as canções de Lel, mas fica triste quando ele sai com um grupo de outras meninas. Kupava entra e anuncia seu casamento com Mizgir. A cerimônia acontece, mas depois Mizgir nota Donzela da Neve, e torna-se apaixonado por ela, e pede para que ela o ame. Kupava ver isso como uma afronta perante os moradores, e eles á aconselham a ir para o Tsar pedir reparação.

### Ato II
No palácio em Berendey do czar
Kupava reclama de Mizgir a Tsar Berendey, que decide banir Mizgir para a floresta. Mas essas deliberações são interrompidas pelo aparecimento da bela Donzela da Neve. O Tsar pergunta a donzela quem ela ama, e ela diz: "ninguém". O Tsar declara que quem corteja com sucesso Donzela da Neve vai ganhar tanto á sua mão e uma recompensa real. Embora as donzelas terem Lel como o provável vencedor, Mizgir jura que vai conquistar o coração de Donzela da Neve. O Tsar concorda com o concurso e as pessoas cantam louvores.

### Ato III
Em uma reserva florestal, à noite
As pessoas se divertem com música e dança. O Tsar convida Lel para escolher uma dama. Apesar dos pedidos de Donzela da Neve, ele beija Kupava e sai com ela. Donzela da Neve, deixada sozinha e desconsolada, se pergunta por que Lel rejeitou-a. De repente Mizgir aparece e tenta mais uma vez conquistar o seu amor. Assustados com as suas palavras, ela foge, e os truques do Espirito da Natureza, faz Mizgir para seguir uma aparição da Donzela da Neve. Lel e Kupava aparecem declarando seu amor mútuo. Donzela da Neve encontra-los e, ao ver a sua felicidade, enfim realmente deseja ter a capacidade de amar.

### Ato IV
No vale do Yarilo , o deus do sol, o amanhecer está anunciando o dia seguinte
Donzela da Neve convida sua mãe, Primavera, que aparece a partir de um lago cercado por flores. Primavera dá a sua filha uma grande festa e avisa a ela para ficar fora da luz do sol. Primavera e sua comitiva então desaparecem no lago. Antes de Donzela da Neve poder entrar na floresta protegida, aparece Mizgir. Não sendo mais capaz de resistir, ela professa seu amor por ele. Os Berendeyans, em pares, chegam para comemorar o dia de Yarilo. Mizgir apresenta Donzela da Neve como sua noiva. Quando ela declara seu amor por Mizgir, um raio brilhante de luz solar aparece, e Donzela da Neve se despede: o poder de amar é a fonte de sua morte. Para o espanto das pessoas, ela se derrete. O inconsolável Mizgir afoga-se no lago. O Tsar acalma os Berendeyans horrorizados com o fato de que este evento tenha terminado os quinze anos de longo inverno que se abateu sobre eles. Em resposta as pessoas cantam um hino em Yarilo.

## Principais árias e números
| Prólogo Introdução Coro dos pássaros Aria da Donzela da Neve Coro: Despedida de Maslenitsa Ato I A primeira canção de Lel A segunda canção de Lel | Ato II Procissão do Tsar Berendey Ato III Dança do Skomorokhi (Dança do Copos/ Dança dos Palhaços) A terceira canção de Lel Ato IV Hino de Yarilo |

## Trabalhos derivados e afins
- Suíte da ópera A donzela da neve inclui:

1. Introdução
2. Dança dos Pássaros
3. Procissão do Tsar Berendey (Cortejo)
4. Dança do Skomorokhi

- música incidental de Pyotr Ilyich Tchaikovsky para a peça de Ostrovsky, escrito em 1873.

## Gravações
- 1954, Kiril Kondrashin, Moskva Teatr Bolshoi, Sergei Lemeshev (Tsar Berendey), Nadezhda Obukhova (Donzela da Neve), Maxim Mikhailov (Ded Moroz), Irina Maslenikova (Vyesna-Krasavitsa), Maria Maksakova (Lel), Sofia Panova (Kupava), Alexai Ivanov (Mizgir)

- 1956, Yevgeny Svetlanov, Bolshoy Theatre Orchestra and Chorus, Vera Firsova (Donzela da Neve), Larisa Avdeyeva (Lel), Galina Vishnevskaya (Kupava), Vera Borisenko (Primavera), Valentina Petrova (Bobilichka), Andrey Sokolov (Espírito da Floresta), L. Sverdlova (Acompanhante), Ivan Kozlovsky (Tsar Berendey), Yuriy Galkin (Mizgir), Alexey Krivchenya (Avô Geada), A. Khosson (Bobil), Mikhail Skazin (Maslenitsa)

- 1976, Vladimir Fedoseyev (condutor), Moscow Radio Sinfonia Orquestra e Coro, Valentina Sokolik (Donzela da Neve), Irina Arkhipova (Lel), Lidiya Zakharenko (Kupava), Irina Arkhipova (Primavera), Nina Derbina (Bobilikha), Aleksandr Arkhipov (Espírito da Floresta), Anna Matyushina (Acompanhante), Anton Grigoryev (Tsar Berendey), Aleksandr Moksyakov (Mizgir), Aleksandr Vedernikov (Avô Geada), Yuri Yelnikov (Bobil), Vladimir Matorin (Bermyata), Ivan Budrin (Maslenitsa), Vladimir Makhov (1º Herald), Vladimir Yermakov (2º Herald)